# Кенаса (Бахчисарай)
Бахчисарайська кенаса — культова споруда караїмів, пам'ятник архітектури місцевого значення. Знаходиться у Бахчисараї за адресою вул. Леніна, 67. Про її значущість говорить той факт, що за караїмським статутом XIX століття обов'язки Гахама до проведення чергових виборів покладалися на старшого Газана бахчисарайської кенаси.

## Історія
Є відомості про дві караїмські кенаси, які діяли в Бахчисараї до Кримської війни. Можливо, другим будинком молитви названий бет мідраш — приходська школа. Де вони знаходилися, нині немає відомостей. У 1870 р. караїми зводять новий, більш просторий будинок молитви. Будівля збереглася до нашого часу, хоч і в спотвореному в пізніші часи вигляді.
Будівля бахчисарайської кенаси виконана з обробленого каменю-вапняку.
Відомо, що в кенасі зберігалася срібна гуртка з дарчим написом «Бахчисарайському караїмському товариству», подарована в 1847 імператрицею Олександрою Федорівною під час відвідування царською сім'єю Бахчисарая. У 1910 роціку ця кружка разом з іншими цінностями бахчисарайської кенаси була викрадена і згодом перетоплена.
Всередині кенаси було все традиційно — зал молитви біля північного боку закінчувався мошав зеккенім — місцями для старих, і жіночим балконом над ними. Вхід для чоловіків було розташовано в цоколі, для жінок — на рівні другого поверху, куди вели сходи. Будівлю прикрашали аркові вікна з різьбленими лиштвами. Первісний вигляд фасадів частково зберігся до нашого часу. Поруч із кенасою був мідраш, що містився в окремому кам'яному будинку.
7 квітня 1930 року кенаса була закрита рішенням Бахчисарайської міськради й передана для потреб друкарні Кримполіграфтреста.
За радянських часів в будівлі знаходився актовий зал Палацу піонерів. Постановою Ради міністрів Криму від 14.12.1992 № 261 будівля колишньої кенаси включено до реєстру пам'яток архітектури. У 2010 році будівлю кенаси передано на баланс Бахчисарайського заповідника для створення на його базі етнографічного музею історії та культури кримських караїмів. 2020 року Кенасу внесено до Державного реєстру нерухомих пам'яток України
Нині будівля знаходиться на окупованій Росією території та перебуває в аварійному стані.

#### Газани

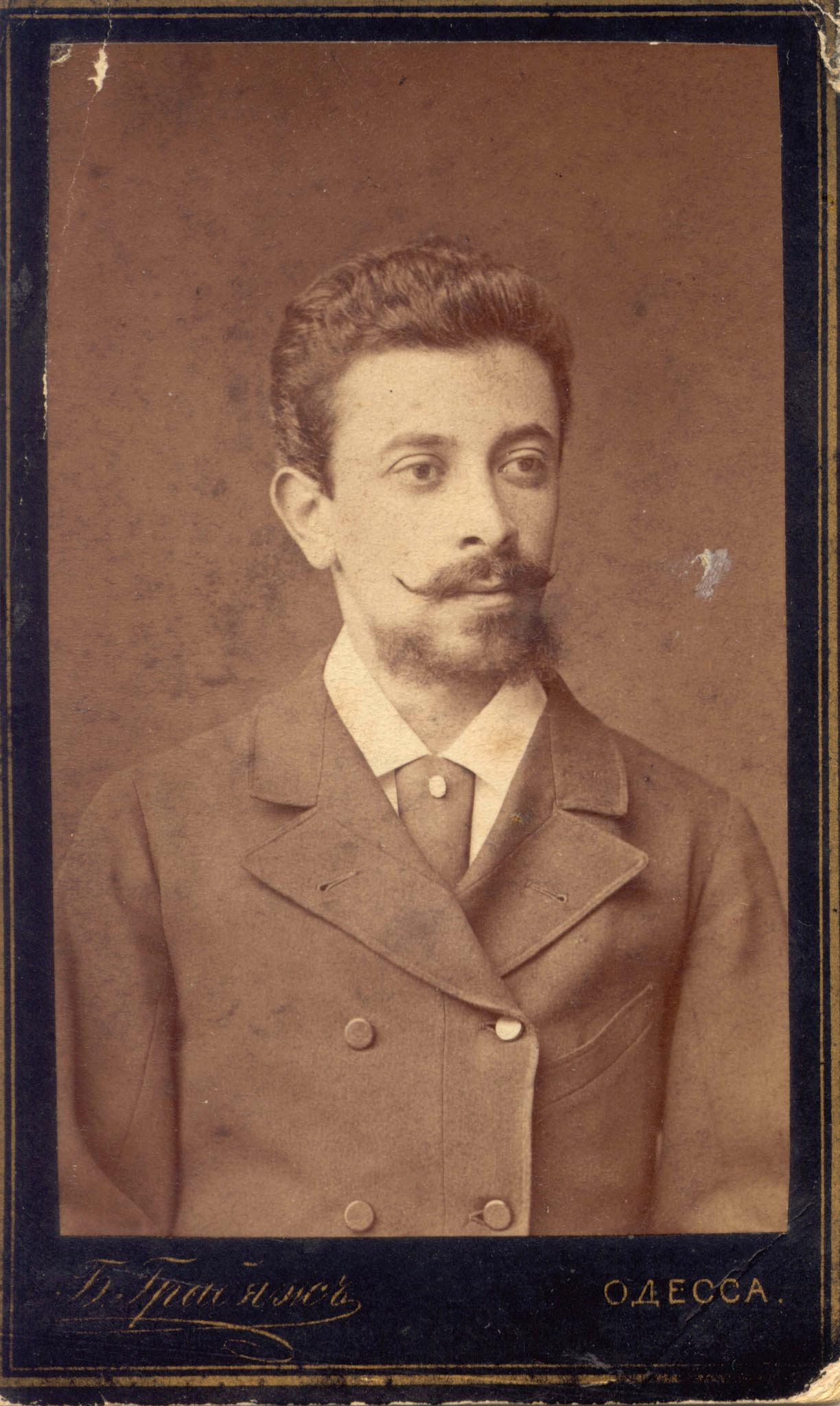
Саппак-Карабаджак Ісаак Самуїлович — останній газан караїмської кенаси в Бахчисараї.

| роки служби       | ПІБ                                      | Посада                                |
| ----------------- | ---------------------------------------- | ------------------------------------- |
| 1844-1846         | Соломон Абрамович Бейм (1819—1867)       | виконувач обов'язків                  |
| 1846-1860         | Соломон Абрамович Бейм                   | старший газан                         |
| (1844—1846) -1858 | Давид Болек                              | молодший газан                        |
| 1 858             | Авраам Сімович Тепса (1815—1865)         | виконувач обов'язків молодшого газана |
| 1859-1866         | Авраам Сімович Тепса (1815—1865)         | молодший газан                        |
| 1864              | Самуїл Ноевич Коген-Чавуш                | газан                                 |
| 1867-1893         | Юфуда Соломонович Хаджі-Узун (1836—1893) | старший газан                         |
| 1894-1899         | Ісаак Мордехаевіч Султанський            | старший газан                         |
| 1904-1930         | Ісаак Самуїлович Сапак                   | молодший газан                        |